# Habranthus jujuyensis
Habranthus jujuyensis är en amaryllisväxtart som först beskrevs av Eduardo Ladislao Holmberg, och fick sitt nu gällande namn av Hamilton Paul Traub. Habranthus jujuyensis ingår i släktet Habranthus och familjen amaryllisväxter. Inga underarter finns listade i Catalogue of Life.